# Банн (Німеччина)
Банн (нім. Bann) — громада в Німеччині, розташована в землі Рейнланд-Пфальц. Входить до складу району Кайзерслаутерн. Складова частина об'єднання громад Ландштуль.
Площа — 12,95 км2. Населення становить 2226 ос. (станом на 31 грудня 2020).